# Liste der Baudenkmale in Kogel
In der Liste der Baudenkmale in Kogel sind alle Baudenkmale der Gemeinde Kogel (Landkreis Ludwigslust-Parchim) und ihrer Ortsteile aufgelistet (Stand: Januar 2021).

## Kogel
| ID | Lage                      | Bezeichnung                       | Beschreibung | Bild                         |
| -- | ------------------------- | --------------------------------- | ------------ | ---------------------------- |
|    | Caminer Straße 54 (Karte) | Scheune                           |              |                              |
|    | Caminer Straße 60 (Karte) | Wohnhaus                          |              |                              |
|    | Dorfstraße 36 (Karte)     | Fachwerkscheune vom Forsthof      |              | Fachwerkscheune vom Forsthof |
|    | Dorfstraße 37 (Karte)     | Fachwerkhaus (ehem. Schulgebäude) |              |                              |
|    |                           | Spritzenhaus                      |              |                              |
|    |                           | Gefallenendenkmal 1914/1918       |              |                              |

## Kölzin
| ID | Lage                    | Bezeichnung          | Beschreibung | Bild |
| -- | ----------------------- | -------------------- | ------------ | ---- |
|    | Dorfstraße              | Trafostation         |              |      |
|    | Lindenstraße 21 (Karte) | niederdt. Hallenhaus |              |      |

## Pamprin
| ID | Lage              | Bezeichnung                   | Beschreibung | Bild |
| -- | ----------------- | ----------------------------- | ------------ | ---- |
|    | Pamprin 3 (Karte) | Wohnhaus, niederd. Hallenhaus |              |      |

## Vietow
| ID | Lage                 | Bezeichnung | Beschreibung | Bild |
| -- | -------------------- | ----------- | ------------ | ---- |
|    | Vietow 68/70 (Karte) | Gutshaus    |              |      |